# Different Worlds
Different Worlds (en inglés «mundos diferentes») fue una revista estadounidense especializada en juegos de rol, hoy en día ya desaparecida.

## Orígenes
Different Worlds fue lanzada al mercado por Greg Stafford en 1979 para hacer la promoción de los juegos de rol de su propia editorial, Chaosium. Chaosium era entonces principalmente una editorial de juegos de tablero, pero en el año anterior, 1978, acababa de editar su primer juego de rol, RuneQuest, destinado a ser jugado en el universo de fantasía creado por Stafford: Glorantha. De este modo, con Different Worlds, Chaosium promocionaba sus juegos de rol, mercado en el que acababa de lanzarse, al igual que TSR, Inc. lo hacía para sus propios juegos con la revista Dragon desde 1976. En ese año Chaosium ya había lanzado al mercado una revista propia, Wyrm's Footnotes, que fue publicada a lo largo de catorce números de 1976 a 1995, pero no estaba especializada en juegos de rol sino que servía de complemento al primer juego de Chaosium, White Bear and Red Moon, un juego de tablero. Poco a poco, sin embargo, Wyrm's Footnotes fue cambiando White Bear and Red Moon por RuneQuest como el juego principal de sus contenidos y a partir de su número 11 pasó a ser la revista oficial de RuneQuest mientras que Different Worlds seguía siendo una revista sobre juegos de rol en general.

## Historia editorial
Se publicaron cuarenta y siete números de Different Worlds en total. Chaosium, de 1979 a 1985, publicó los 38 primeros y Sleuth Publications, de 1985 a 1987, los nueve últimos. A pesar de ser un antiguo colaborador de Greg Stafford en Chaosium, Tadashi Ehara fue el editor de la revista durante los períodos abarcados por ambas editoriales.